# Battleford (ancienne circonscription fédérale)
Pour les articles homonymes, voir Battleford (homonymie).
Battleford fut une circonscription électorale fédérale de la Saskatchewan, représentée de 1908 à 1925.
La circonscription de Battleford a été créée en 1907 lorsque la Saskatchewan entra dans la Confédération canadienne. Cette circonscription a été créée avec des parties d'Assiniboia-Ouest, Calgary, Edmonton, Saskatchewan et de Strathcona. Abolie en 1924, elle fut redistribuée parmi Rosetown et Battleford Sud.

## Députés
1. 1908-1917 — Albert Champagne, PLC
2. 1917-1921 — Henry Oswald Wright, CON
3. 1921-1925 — Thomas Henry McConica, PPC

- CON = Parti conservateur du Canada (ancien)
- PLC = Parti libéral du Canada
- PPC = Parti progressiste du Canada